# Révai Nyomda
A Révai Nyomda egy gazdag múltú, jelentős nyomdaipari vállalat. 2014-ben a Fővárosi Ítélőtábla jóváhagyta a Fővárosi Bíróság döntését a cég felszámolásának elrendeléséről.

## Története

### Az alapítástól
A Révai Nyomda elődjét, egy budapesti könyvkereskedést és egy kötészetet a Révai testvérek nyitották meg 1869-ben. Később az általuk alapított  Révai Testvérek Irodalmi Intézet Rt., az egyik legjelentősebb budapesti kiadóvállalat megvette Jókai Mór műveinek kiadási jogát és kiadta a Révai Nagylexikont.

### Az államosítástól
A részvénytársaság jogutódja az államosítás után a Szépművészeti Könyvkiadó lett, míg a kiadó - addig önálló néven nem szereplő - nyomdájából 1949-ben új vállalat alakult, Révai Nyomda Nemzeti Vállalat néven. A vállalat nevét később Nyomdaipari Szolgáltató Vállalatra változtatták. Ez utóbbi vállalatba  1953-ban beolvasztották a Hungária Nyomdát, 1955-ben pedig a Kliségyárat. Az 1960-as évek végéig magasnyomó technológiát alkalmazott a vállalat különféle folyóiratok, színes prospektusok és naptárak előállításánál, majd áttért az ofszetnyomásra. E korszerűbb technológia miatt egyre inkább háttérbe szorult a klisékészítés  és végül 1986-ban teljesen meg is szűnt. 1977-ben a vállalathoz csatolták a Heves Megyei Nyomdaipari Vállalatot, amely ezek után gyáregységként működött tovább.

### 1990 után
1990-ben az addigi állami vállalatot kft-kre bontották. 1991-ben megalakult a Révai Nyomda Kft. angol-magyar vegyesvállalat, amelynek tulajdonosa 55%-ban, majd 1992 októberétől kizárólagosan az angol Watmough (Holdings) Plc lett. 1998-ban a nyomda új tulajdonosa a British Printing Company és a Watmoughs-csoport egyesülésével létrejövő Polestar-csoport lett, amely akkoriban Európa legnagyobb független nyomdaipari vállalatának számított. Eladták a vállalat Vadász utcai épületét és a cég a Kunigunda útjára költözött. Ugyanakkor 1990-ben a  Budapest V. kerület Bajcsy-Zsilinszky út 34. alatti korábbi klisékészítő műhely helyén létrejött a Révai Repro Nyomdaipari Kft., amely 2001-ben felszámolásra került. 
Több tulajdonosváltást követően a Révai Nyomda Kft. 2011. júniustól a Polestar UK Print Ltd-től a spanyol GED Capitalhez tartozó, romániai Infopress Group SA tulajdonába került. Eszközeire éppen az Infopress tulajdonosként való bejegyzése után egy évvel 22-en szereztek zálogjogot, például a Deutsche Leasing Hungaria Zrt. és a Commerzbank Zrt.

### Felszámolás alatt
A nyomdatársaság több éve veszteséges, 2013-as mínusza már egymilliárd forintnál is nagyobb volt, saját tőkéje pedig negatív lett. 2014-ben a Fővárosi Ítélőtábla jóváhagyta a Fővárosi Bíróság döntését a cég felszámolásának elrendeléséről. Eszerint le kell zárni a Révai Nyomda Kft. elleni csődeljárást, és fel kell számolni a céget, amely a 2014. június 18-i határidőre sem tudta rendezni tartozását, és miután csődmegállapodást sem sikerült vele kötni, hitelezője, a Norske Skog Bruck GmbH végül kezdeményezte a felszámolást. A felszámoló a MODIX.